# Тахикардија
Тахикардија је симптом који представља повећање броја откуцаја срца (срчана фреквенција) изнад физиолошке границе. Код човека физиолошка граница зависи од животног доба, а код одраслих људи она износи више од 100 откуцаја у минуту.
Повећање срчане фреквенције може бити део физиолошких појава у телу човека. Примери тога су тахикардија као последица појачаних метаболичких потреба (нпр. физички напор), последица пада крвног притиска - рефлексна тахикардија, или тахикардија као последица стимулације срца директно живцима и хормонима симпатичког нервног система (нпр. код психичке напетости или страха). Тахикардија може настати и због патолошких процеса срца или патолошких процеса које примарно не захватају срце (нпр ендокрини поремећаји, поремећаји равнотеже електролита).

## Подела
Тахикардије се могу поделити на:
- Синусна тахикардија - тахикардија најчешће настала у склопу нормалних физиолошких процеса (напор), или као компензација последица (нпр. анемија, хиповолемија, хипотензија), или као последица патолошких процеса (нпр. хипертиреоза)
- Вентрикуларна тахикардија - патолошка аритмија срца чији је узрок у мишићу коморе срца
- Суправентрикуларна тахикардија - патолошка аритмија срца чији је узрок у срцу, али није у мишићу коморе срца (има изузетака због традиционалних разлога)